# اوتو وینی (فیزیکدان)
اوتو وینی (آلمانی: Otto Wiener؛ زاده ۱۵ ژوئن ۱۸۶۲ – درگذشته ۱۸ ژانویهٔ ۱۹۲۷) یک فیزیک‌دان اهل آلمان بود.